# Pubertet (bok av Jan Myrdal)
Pubertet är en bok av Jan Myrdal utgiven 1988.

## Innehåll
Boken är en självbiografi av, fullständig titel Pubertet : en samling utskriven hösten 1946, refuserad i februari 1947, nu publicerad med en kommenterande inledning fyrtiotvå år senare.  Boken är utgiven 1988 men Myrdal hade redan som 19-åring försökt att ge ut den, något som var svårt, den refuserades av de stora förlagen. Boken var kontroversiell då det fräna innehållet blev extra laddat i och med den maktposition författarens föräldrar innehade i det svenska samhället.